# Alonso de Orozco
Pour les articles homonymes, voir Alonso.
Saint Alonso de Orozco (aussi francisé en Alphonse de Orozco ou d'Orozco), né à Oropesa (Tolède), le 17 octobre 1500, et mort à Madrid, le 19 septembre 1591, est un religieux de l'ordre de Saint Augustin, et un auteur mystique du Siècle d'or espagnol.

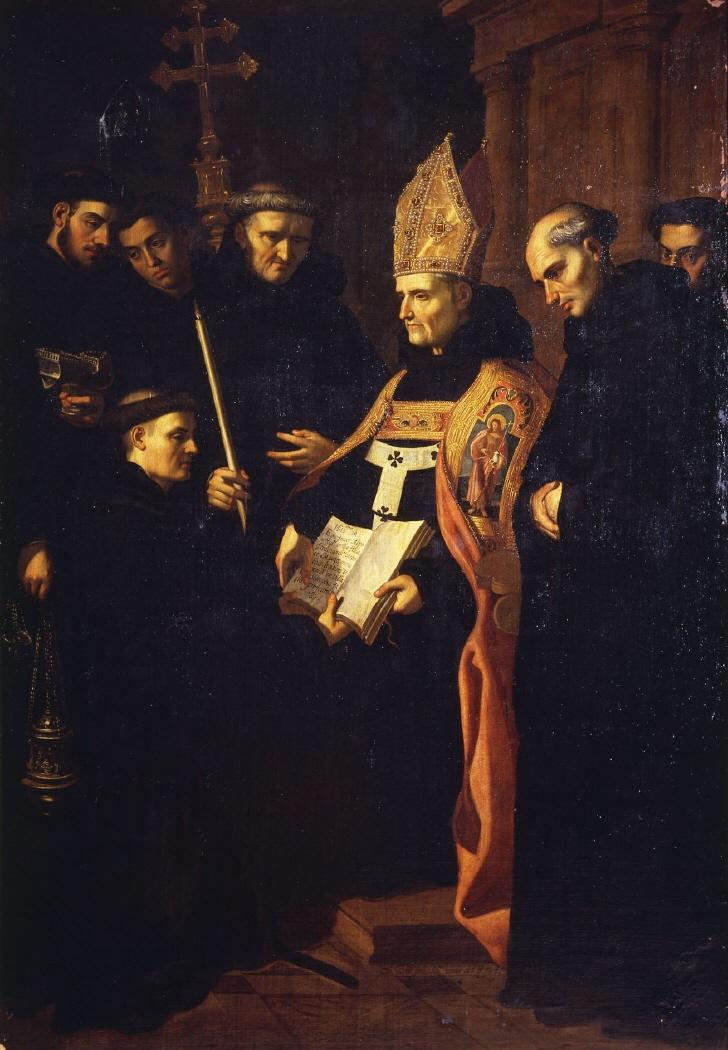
Profession religieuse de saint Alonso de Orozco par saint Thomas de Villeneuve, Bartolomé González y Serrano (1624), Académie royale des Beaux-Arts Saint-Ferdinand, Madrid.

## Biographie

### Formation
Alonzo de Orozco est né, le 17 octobre 1500, à Oropesa dans une famille noble : son père était gouverneur du château local. Enfant, il commence sa scolarité à Talavera de la Reina, tout en étant petit chanteur (seise) à la cathédrale de Tolède, où il se prend de passion pour la musique religieuse. À quatorze ans, ses parents l'envoient poursuivre ses études à la prestigieuse université de Salamanque. C'est dans cette ville qu'il fait la connaissance de Thomas de Villeneuve, futur saint. Impressionné par la prédication de celui-ci (sur le thème du psaume In exitu Israel de Egypto), durant le carême de l'année 1520, et par l'atmosphère de spiritualité où baigne le couvent Saint-Augustin, il décide d'entrer dans la communauté. Sous la conduite de Luis de Montoya, maître des novices, il fera profession chez les Ermites de Saint Augustin en 1523, avant d'être ordonné prêtre en 1527.

### Missions
Entre 1530 et 1537, il est affecté au couvent de Medina del Campo. En 1538, il devient prieur de la communauté de Soria, et en 1540, de celle de Medina. L'année suivante, il est nommé définiteur de la province des augustins d'Espagne. De 1542 à 1544, on le retrouve prieur à Séville, et de 1544 à 1548, prieur à Grenade; parallèlement, à partir de 1545, il accomplit la fonction de visiteur pour l'Andalousie. Il fait preuve, dans ces différentes charges, d'austérité pour lui-même et de compréhension pour les autres. D'après son témoignage, c'est à Séville, en 1542, que la Vierge, dans un songe, lui aurait donné l'ordre d'entreprendre une œuvre littéraire. En 1549, mû par le désir du martyre, il part pour le Mexique, rejoindre les premiers missionnaires augustins envoyés dans le Nouveau Monde à partir de 1533 par Thomas de Villeneuve. Arrivé aux Iles Canaries, il est terrassé par une crise d'arthrite qui fait craindre pour sa vie, et les médecins l'obligent à rentrer en Espagne, où il est nommé prieur de la communauté de Valladolid. En 1554, Charles Quint le choisit comme prédicateur officiel, et lorsque la cour se transfère de Valladolid à Madrid, en 1561, Alonso suit l'empereur.

### Ascèse
Alors qu'il aurait pu profiter des avantages de cette fonction impériale, il préfère séjourner au couvent de San Felipe El Real, dans la soumission à ses supérieurs, la pauvreté et l'ascèse, entretenant des pratiques de mortification qui ne sont pas sans évoquer celles de son contemporain franciscain, saint Pierre d'Alcantara. Outre ses obligations conventuelles et les prédications à la cour, Alonso s'emploie à visiter les malades, les prisonniers et les pauvres. Ce qui lui reste de temps, il le consacre à l'oraison, à la lecture et à l'écriture d'ouvrages mystiques, par lesquels il s'égale aux plus grands de son temps, Francisco de Osuna, Bernardino de Laredo ou Thérèse d'Avila. Dans cet esprit, il fonde également des collèges et des maisons religieuses : en 1556, le couvent de Saint-Augustin, dans le Talavera de son enfance; en 1589, le monastère des augustines récolettes de Sainte Isabelle; mais surtout, cette année-là, à Madrid, le Colegio de la Encarnacion, dit de Maria de Aragon (actuel palais du Sénat espagnol), où il aurait inspiré l'esprit et la thématique d'un programme pictural, dont la réalisation sera confiée au peintre Le Greco. Deux ans plus tard, en août 1591, il est gagné par une fièvre qui prélude à une longue maladie, durant laquelle l'empereur Philippe II, ainsi que l'Infant Felipe et l'Infante Isabelle, viennent lui rendre visite. Il décède, le 19 septembre 1591, en odeur de sainteté.

## Postérité

### Patrimoine artistique

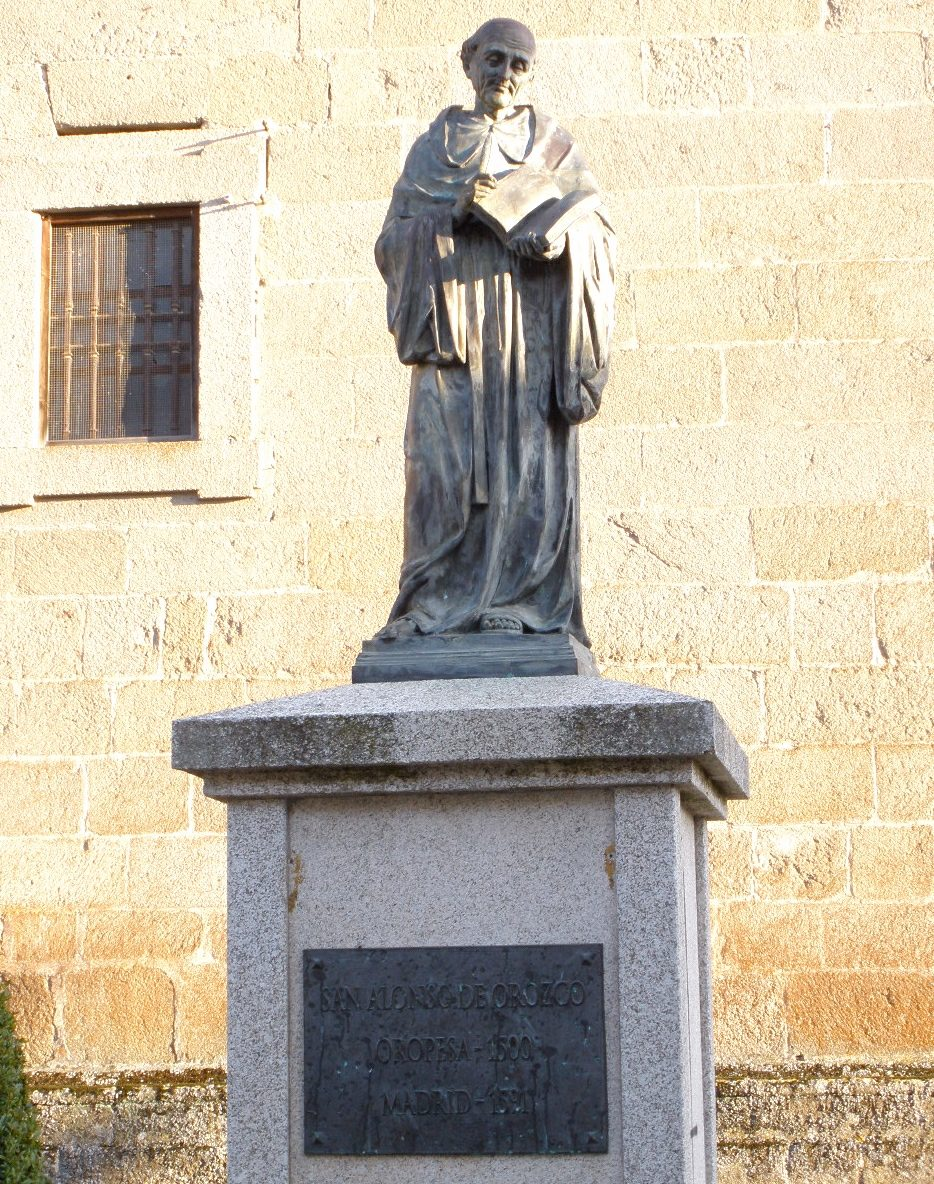
Statue de saint Alonso de Orozco à son bourg natal d'Oropesa.

En 1589, une dame très pieuse de la haute aristocratie, Maria de Cordoba y Aragon, décide de fonder à Madrid un collège, sous le titre de l'Encarnacion, et de le confier aux augustins. Étant l'une des dirigées d'Alonso de Orozco, elle s'en remet à lui pour mener à bien le projet, ce qui comprend la mise au point du programme iconographique de la chapelle. C'est Le Greco qui sera chargé de l'exécution des tableaux : ceux-ci seront peints entre 1596 et 1600; Alonso ne les a donc jamais vus, mais les spécialistes considèrent que le saint doit très probablement être à l'origine de l'inspiration, non seulement thématique, mais encore spirituelle de ces œuvres.
Six tableaux ont été conservés et se trouvent actuellement au Musée du Prado : une Adoration des bergers, une Incarnation/Annonciation et un Baptême du Christ devaient constituer l'étage inférieur; une Résurrection, une Crucifixion et une Descente de l'Esprit, l'étage supérieur d'un retable. Or, les trois œuvres de l'étage inférieur (reproduites ci-contre) présentent une innovation dans l'histoire de la peinture, au sens où, par un jeu de virtuosité géométrique, les trois scènes affectent la forme d'un sablier, dont l'étranglement est occupé par l'Esprit-Saint, lequel assure la transition et le passage entre les parties évasées, c'est-à-dire la Terre et le Ciel.
On retrouve là un souci de cohérence théologique : l'Esprit, ainsi mis en évidence, constitue bien, dans la foi chrétienne, l'acteur divin par lequel se réalise l'incarnation du Verbe ; cette insistance, originale, sur la troisième personne de la Trinité est déjà manifeste chez le maître d'Alonso, Thomas de Villeneuve. On peut également relever une influence platonicienne, ce qui n'a rien d'étonnant, étant donné que le fondateur de l'Académie était très en honneur chez les augustins espagnols. En effet, dans le Banquet de Platon, c'est l'Amour qui assure l'ascension des réalités sensibles vers le monde intelligible des Idées. Assimilant l'Esprit-Saint, amour divin, avec l'Éros platonicien, la mystique humaniste (au sens historique du terme) d'Alonso de Orozco, explore les symboles pour traduire les états spirituels les plus élevés. Elle aura probablement trouvé dans Le Greco son interprète le plus extatique.

### Culte
Dès l'annonce du décès du frère Alonso, le peuple se rue au couvent madrilène des augustins, dans l'espoir d'obtenir quelque précieux souvenir de celui que tous considèrent comme un ami et comme un saint. S'ouvre alors le procès officiel, au cours duquel témoignent, quelque temps après sa mort, des membres de la famille royale, mais aussi les illustres écrivains Lope de Vega et Francisco de Quevedo. Alonso de Orozco est béatifié par Léon XIII, le 15 janvier 1882, et canonisé par Jean-Paul II, le 19 mai 2002. Après bien des vicissitudes, ses restes reposent actuellement à Madrid, dans l'église des augustines dites du Bienheureux Orozco. Sa fête se célèbre le 19 septembre.

## Spiritualité

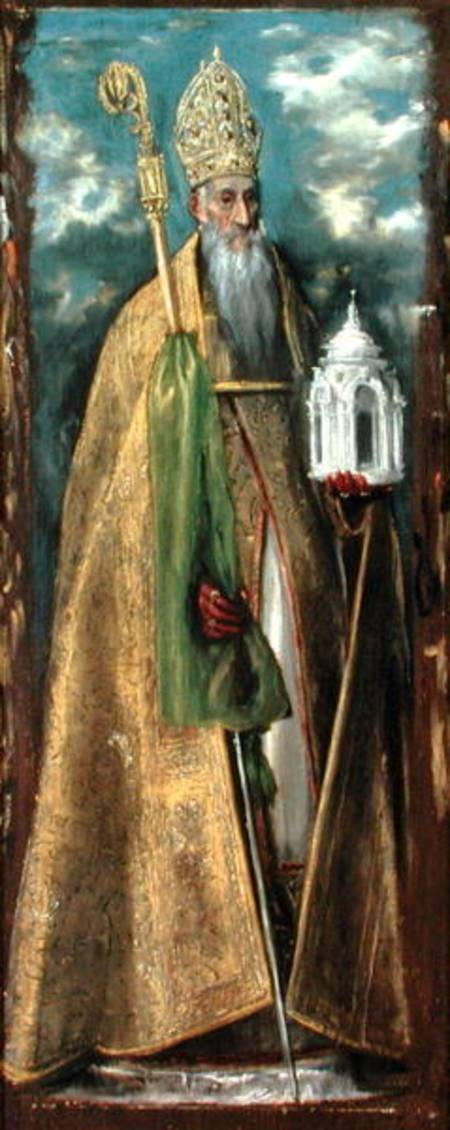
Saint Augustin, Le Greco, musée Santa Cruz de Tolède, Espagne.

De l'ample production spirituelle de saint Alonso émergent principalement le Monte de contemplacion et le Mémorial de amor santo. Le premier de ces ouvrages présente un exposé synthétique sur la contemplation, définie de manière augustinienne comme considération libre et claire, quoique imparfaite, de la Vérité suprême qui est Dieu, recherché soit à partir du créé, soit en lui-même. Dernier maillon d'une chaîne formée par la leccion santa, la meditacion continua et l' oracion afervorada, la contemplacion se décline en quatre étapes successives : quête de Dieu en nous, dans les autres créatures, dans la Passion du Christ, et enfin dans l'Unité divine et la Trinité de personnes; cette ultime étape ne pouvant être atteinte que si l'on est déjà parvenu à la perfection au sein de la vie active.
Alonso se montre plus réticent que nombre de franciscains espagnols de son temps, à proposer les sublimités de la contemplation à un large public. En ce sens, il se montre plus proche d'Alonso de Madrid que de Bernardino de Laredo. Il utilise néanmoins la Subida del Monte Sion de ce dernier, pour énumérer les plus hauts degrés de la contemplation : l'âme devient d'abord un seul esprit avec Dieu; ensuite, rien ne peut plus les séparer; apparaissent alors deux phénomènes inspirés du Cantique des cantiques, à savoir la blessure d'amour, puis la langueur d'amour; enfin l'âme connaît l'aliénation spirituelle, et meurt en elle-même. Transportée, à ce stade, dans un sommeil pacifique (sueño de paz), elle peut contempler Dieu en son essence, comme Moïse et Paul, selon la tradition théologique, y ont été admis.
S'agirait-il d'une version personnelle de la quietud, notion caractéristique de la Mystique du Siècle d'or ? En tout cas, Alonso a retenu la leçon d'Augustin d'Hippone, selon laquelle le sommet extatique de la vie spirituelle consiste en une vision fugitive de l'essence divine, sans que cela entraîne pour autant une union d'essence entre le Créateur et la créature.
Le Mémorial reprendra cet enseignement, en y ajoutant des précisions sur les trois effets de grâce divine qui accompagnent la plus haute contemplation : dilatation du cœur; connaissance des vérités les plus profondes sans sortir de soi ni des sens; ravissement (rapto o arrobiamento de sentidos) préludant à la vision de l'essence.
À nouveau, l'auteur insiste sur l'idée que ces phénomènes ne concernent qu'une minorité d'âmes choisies par Dieu, les deux derniers effets étant incompatibles avec la vie active. Le premier, en revanche, permet de pratiquer la loi divine par amour, dans le souvenir des exemples du Sauveur, car la connaissance et l'imitation du Christ demeurent, elles, accessibles à tous les chrétiens.

## Biographie

### Œuvre(s) en latin
- Considérations sur les noms du Christ

### Œuvres en castillan
- Las siete palabras que la Virgen Sacratísima Nuestra Señora habló (1556)
- Epistolario cristiano para todos los estados (1567)
- Regla de vida cristiana (1542)
- Vergel de oración y Monte de contemplación (1544)
- Consideraciones acerca de los nombres de Cristo (1544)
- Memorial de amor santo (1545)
- Desposorio espiritual (1551)
- Bonum certamen (1562)
- Victoria del mundo (1566)
- Arte de amar a Dios y al prójimo (1567, 1585)
- Libro de la suavidad de Dios (1576)
- Victoria de la muerte (1583)
- Tratado de la corona de Nuestra Señora (1588)
- Guarda de la lengua (1590)
- Historia de la reina de Saba (1565)
- Catecismo provechoso
- Examen de conciencia (1551)
- Tratado de la Pasión de Jesucristo en siete soliloquios
- Las confesiones del pecador fray Alonso de Orozco (1601)

### Éditions
- Première édition : Recopilación de todas las obras (1554);
- Édition au XIXe siècle : Obras (1895-1896);
- Édition au XXIe siècle : la Biblioteca de Autores Cristianos (BAC) a entrepris une publication intégrale sous le titre Obras completas (2001), dont le premier volume, Obras castellanas I, est paru.

### Études en français
- F. Lang, Alphonse de Orosco, in Dictionnaire de spiritualité ascétique et mystique, tome I, Paris, Beauchesne, 1937, pp. 392-395.
- M. Olphe-Galliard, Contemplation au XVIe siècle, pp. 2013-2036, in Dictionnaire de spiritualité ascétique et mystique, tome II, Paris, Beauchesne, 1953, p. 2018.